# 2-(N-Morpholino)ethansulfonsäure
2-(N-Morpholino)ethansulfonsäure, auch als MES abgekürzt, ist eine in den Biowissenschaften häufig benutzte synthetisch hergestellte Puffersubstanz aus der Gruppe der Good-Puffer. Die Verbindung enthält den Morpholinring mit Ethansulfonsäure als Seitenkette und ist strukturell eng verwandt mit MOPS, welches das Propansulfonsäurederivat von MES ist.

## Eigenschaften
Der pKs-Wert von MES ist 6,1 (25 °C), der Pufferbereich beträgt pH 5,8–6,5.

## Verwendung
MES wird von Bakterien und eukaryotischen Zellen nicht verstoffwechselt, es wird deshalb oft zur Herstellung schwach sauer gepufferter Kultivierungsmedien verwendet, beispielsweise für Pflanzengewebe bei pH = 5,8. Zur Herstellung steriler Lösungen werden MES-haltige Lösungen sterilfiltriert, da die Substanz durch Autoklavieren zerstört wird. Eine andere Möglichkeit ist, die Lösung unter sterilen Bedingungen anzusetzen.